# Sister City (Parks and Recreation)
"Sister City" é o quinto episódio da segunda temporada de Parks and Recreation, e o décimo no geral episódio da série. Ele foi ao ar na NBC nos Estados Unidos em 15 de outubro de 2009. No episódio, Leslie congratula-se com uma delegação da Venezuela, que agem de forma desrespeitosa para Pawnee e os Estados Unidos.
Alan Yang e dirigido pelo co-criador da série Michael Schur. O eposódio apresentou o artista do , Fred Armisen como Raul, o chefe da delegação Venezuelana. De acordo com a Nielsen Media Research, o episódio foi visto por 4.69 milhões de famílias de espectadoras, uma queda da semana anterior. O episódio recebeu críticas positivas.Alan Yang e dirigido por série co-criador Michael Schur. Destaque Saturday Night Live artista Fred Armisen em uma aparição como Raul, o chefe da delegação Venezuelana. De acordo com a Nielsen Media Research, o episódio foi visto por 4.69 milhões de famílias de espectadores, uma queda de semana anterior. O episódio recebeu críticas positivas.

## Enredo
Leslie (Amy Poehler) e o departamento de parques de Pawnee se preparam para uma visita dos funcionários do departamento de parques de Boraqua, Pawnee's Sister City na Venezuela. Leslie adverte seus colegas de trabalho que o governo Venezuelano pode ser composto de pessoas pobres e simples. Mais tarde, a delegação Venezuelana chega, comandada por seu vice diretor do departamento de parques Raul Alejandro Bastilla Pedro de Veloso de Morana, o Vice-diretor executivo do deputado do departamento de parques, L.G.V. (Fred Armisen), Antonio, Jhonny e Elvis. De imediato, ocorrem confrontos culturais, como quando eles confundem Tom (Aziz Ansari) com um empregado e pedem que ele pegue suas malas. Eles também erroneamente acreditam que eles podem escolher qualquer mulher para terem relações. Todos preferem Donna (Retta). Raul e Leslie trocam presentes durante uma festa estilo meet-and-greet, onde Raul e os Venezuelanos agem de maneira condescendente com os moradores de Pawnee, fazendo comentários ofensivos sobre a cidade e zombando os presentes recebidos de Leslie. Eles continuam dando ordens a Tom, que as segue pelas gorjetas generosas que eles dão. 
O estagiário Venezuelano Jhonny (JC Gonzalez) se apaixona por April Ludgate (Aubrey Plaza), que o convence que ela é temida e muito poderosa. Jhonny está loucamente apaixonado por April e manda seu carro para buscá-la mas ela o usa para ir ao cinema com seus amigos. Enquanto isso, Leslie diz aos Venezualanos que ela deseja arrecadar $35,000 para preencher um fosso para a construção de um parque. Raul e seus colegas começam a rir, dizendo que eles tem tanto dinheiro de petróleo que eles podem construir o que eles quiserem. Leslie, que está ficando cada vez mais incomodada com os Venezuelanos, decide os levar ao melhor parque de Pawnee na esperança de deixá-los impressionados. O que acontece na verdade é que eles ficam enojados, e Raul confunde o parque com o fosso anteriormente mencionado. Mais tarde, Leslie os leva a uma reunião pública para mostrá-los a democracia em ação, mas todos os cidadãos gritam irritados e fazem perguntas de maneira aborrecida à Leslie. Raul, não impressionado, pensa onde estão os guardas armados para levar os manifestantes para a cadeia. Quando Raul diz à Leslie que eles vivem como reis na Venezuela, sem a necessidade de responder à ninguém, ela explode de raiva e insulta seus uniformes e Hugo Chavez. Os venezuelanos saem em disparada.
Leslie chama uma reunião para se desculpar com Raul, que em troca lhe oferece um cheque de $35,000 para preencher o fosso. Leslie teme que se trate de "dinheiro sujo", mas acaba aceitando. Mais tarde, durante uma oportunidade de foto, Raul prepara uma câmera para gravar um vídeo e pede a Leslie que fale em espanhol para a câmera "Viva Venezuela" e "Viva Chavez". Contra sua vontade, Leslie o faz, relutantemente. Quando Raul começa a falar espanhol para a câmera, Leslie pede à April para traduzir, e descobre que Raul está discutindo seu  "Comitê para Humilhar e Envergonhar a America". Leslie, furiosa rasga o cheque de $35,000 e grita "Viva America", incitando Raul a declarar que Pawnee não é mais sua cidade irmã e sair em disparada. Leslie insiste que ela irá arrecadar o dinheiro para preencher o fosso para a construção do parque e então Tom, inspirado por seu exemplo, secretamente coloca todo o dinheiro das gorjetas que ele ganhou dos Venezuelanos no porte de arrecadação de dinheiro para o parque. O episódio termina com Leslie e Tom recebendo, mais tarde, um vídeo de April, que diz a eles que ela e Donna estão passando férias com Jhonny (JC Gonzalez) no seu palácio venezuelano, cuja segurança é feita por guardas armados.

## Produção
"Sister City" foi escrito por Alan Yang e dirigido pelo co-criador da série Michael Schur. O episódio contou o comediante Fred Armisen em uma aparição como Raul, o vice-diretor de um departamento de parques. Armisen era um membro do elenco do sketch show de comédia da NBC Saturday Night Live, onde já trabalhou anteriormente com o performer Poehler e escritor de Schur. Armisen já interpretou personagens Venezuelanos antes, e, anteriormente, imitou o Presidente da Venezuela , Hugo Chávez, no Saturday Night Live. Armisen disse que ele entrou no personagem, pensando em seu tio, que é Venezuelano. Mas ele disse que não foi uma interpretação difícil, porque "a maioria da piada era o uniforme", que incluiu uma jaqueta de estilo militar, com medalhas, uma boina vermelha e uma faixa com as cores da Bandeira Venezuelana. O uniforme também incluiu um selo fictício desenhado por Schur, que continha uma imagem de Chávez, metralhadoras, uma torre de petróleo, um leão e um papagaio.
Schur disse sobre o enredo do episódio, "Eles ficam muito confusos, porque na Venezuela o governo é tão poderoso; e seu departamento de parques viaja com escolta militar, carreatas e coisas do tipo. Eles têm todo o dinheiro do mundo por causa de seu óleo e eles (não entendem) por que o departamento de parques de Pawnee é tão amador." Fã de Parks and Recreation, desde a sua criação, Armisen disse que riu assim que leu o roteiro, e o achou ainda mais engraçado durante a leitura de mesa com o elenco. Depois de trabalhar com Armisen, Rashida Jones descreveu-o como "uma das pessoas mais engraçadas do planeta".
Dentro de uma semana da transmissão do episódio original, três cenas excluídas de "Sister City" foram disponibilizados no site oficial de Parks and Recreation. No primeiro clipe de 100 segundos do clipe, Ron fala sobre o seu ódio do socialismo, e Raul diz que ele tem medo de Ron por causa de seu bigode, que ele disse faz com que ele "se acovarde" (repetindo várias vezes a palavra 'bigode'). No segundo clipe de um minuto, Raul discute as medalhas que recebeu de suas realizações relacionadas a parques, incluindo "acabar com as pessoas fazendo discursos em parques", "organizar o lixo, de maneira que não fique espalhado em todo lugar" e "olhar para as folhas". No terceiro clipe de 100 segundos, Raul e os Venezuelanos perguntam por que Leslie não tem uma pintura a óleo gigante de si mesma em seu escritório. Depois de sua discussão final com Leslie, Tom se recusa a seguir as ordens de Raul de abrir as portas para ele, e Raul tem dificuldade de fazê-lo porque "há muito tempo desde que fiz isso pela última vez".

## Referências culturais

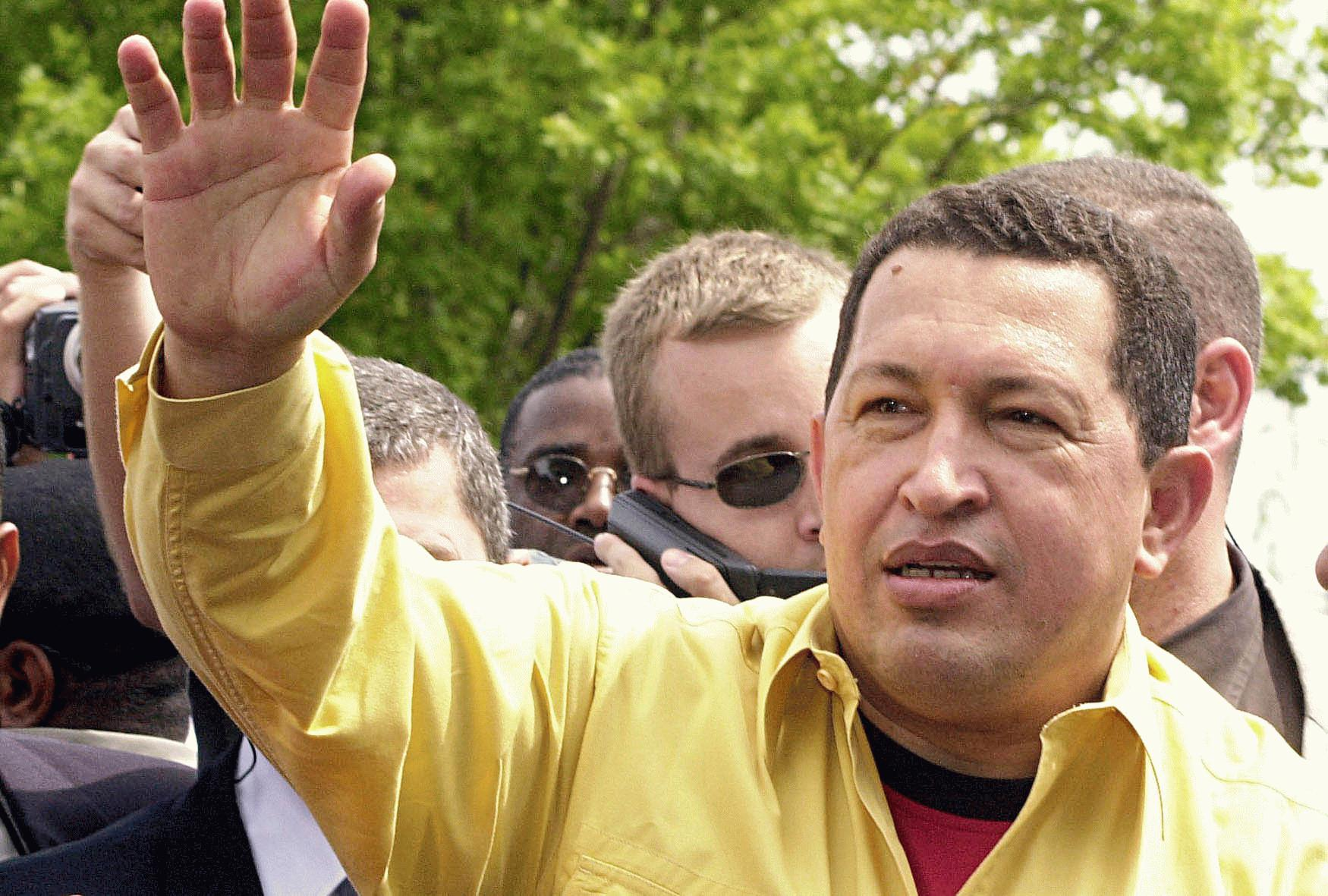
Hugo Chávez (foto), presidente da Venezuela, é retratado de um ponto de vista negativo em "Sister City".